# Муса, Джеймс
Джеймс Мзамо Муса (англ. James Mzamo Musa; 1 апреля 1992, Плимут, Англия) — новозеландский футболист английского происхождения, игрок клуба «Инди Илевен» и сборной Новой Зеландии. Может выступать на позициях опорного полузащитника и центрального защитника.

## Биография

### Ранние годы
Муса родился в Плимуте (Англия). Его семья переехала в Уонгануи (Новая Зеландия) в 1999 году. По отцовской линии он имеет зимбабвийские корни.

### Клубная карьера
Свой первый профессиональный контракт Муса заключил в 18 лет с клубом Эй-лиги «Веллингтон Феникс» перед началом сезона 2010/11. Его дебют за команду состоялся 26 ноября 2010 года в матче против «Мельбурн Виктори», в котором он заменил в стартовом составе, пропускавшего игру из-за перебора жёлтых карточек, Бена Сигмунда. По окончании сезона Муса был отчислен из клуба.
Непродолжительный период в 2011 году Муса играл за клуб Северной лиги Новой Зеландии «Уаитакере Сити».
Летом 2011 года Муса прошёл просмотр в английском «Брэдфорд Сити» и должен был присоединится к молодёжному составу клуба, однако переход не состоялся.
20 октября 2011 года Муса подписал контракт с клубом чемпионата Новой Зеландии «Тим Веллингтон».
В сентябре 2012 года Муса был подписан английским «Фулхэмом» для своей молодёжной команды, выступавшей в Премьер-лиге для резервистов. В начале 2013 года Джеймс отправился в аренду в клуб Национальной конференции «Херефорд Юнайтед». По окончании сезона «Фулхэм» отказался от услуг игрока.
Перед отчислением из «Фулхэма» Муса в мае 2013 года проходил просмотр в клубе шотландской Премьер-лиги «Харт оф Мидлотиан».
В сентябре 2013 года Муса вернулся в Новую Зеландию, в «Тим Веллингтон».
В марте 2014 года Муса присоединился к австралийскому клубу «Саут Мельбурн» из Национальной премьер-лиги Виктории. В австралийское межсезонье 2014—2015 годов он играл в аренде в «Тим Веллингтоне». В октябре 2014 года Джеймс продлил контракт с «Саут Мельбурном» ещё на два сезона.
В феврале 2015 года Муса перебрался в США, подписав двухлетний контракт с новообразованным клубом USL «Сент-Луис». Он был выбран первым капитаном нового клуба и дебютировал в его составе 28 марта в матче первого тура сезона против другого клуба-новичка «Луисвилл Сити». 15 июля в матче против «Монреаля» Джеймс забил свой первый гол за «Сент-Луис». Во время межсезонья в USL 2014—2015 годов Муса вновь играл в аренде в «Тим Веллингтоне». По истечении срока действия ФК «Сент-Луис» не стал далее продлевать контракт с игроком.
30 ноября 2016 года Муса был подписан клубом USL «Своуп Парк Рейнджерс», резервной командой клуба MLS «Спортинг Канзас-Сити», на сезон 2017. В матче против «Портленд Тимберс 2» 29 марта он дебютировал за «Рейнджерс». 11 августа 2017 года Муса подписал контракт с основной командой «Спортинга Канзас-Сити» на оставшуюся часть сезона 2017 с опцией продления на сезоны 2018, 2019 и 2020. Уже на следующий день, 12 августа, он дебютировал в «Спортинге», выйдя в стартовом составе в игре против «Сиэтл Саундерс». 1 марта 2018 года «Спортинг КС» отчислил Мусу.
1 марта 2018 года Муса подписал контракт с клубом USL «Финикс Райзинг». За клуб из столицы Аризоны он дебютировал 21 апреля 2018 года в матче против «Своуп Парк Рейнджерс». 10 мая 2019 года в матче против «Рио-Гранде Валли Торос» он забил свой первый гол за «Финикс Райзинг».
17 января 2020 года Муса подписал контракт с клубом MLS «Миннесота Юнайтед». За «гагар» он дебютировал 13 июля в матче первого тура Турнира MLS is Back против «Спортинга Канзас-Сити», выйдя на замену перед финальным свистком. По окончании сезона 2020 «Миннесота Юнайтед» не продлила контракт с Мусой.
5 марта 2021 года Муса вернулся в «Финикс Райзинг».
18 ноября 2022 года Муса подписал контракт с клубом «Колорадо-Спрингс Суитчбакс». За «Суитчбакс» он дебютировал 5 мая 2023 года в матче против «Эль-Пасо Локомотив». 12 декабря 2023 года Муса перезаключил контракт с «Колорадо-Спрингс Суитчбакс» на сезон 2024.
28 июня 2024 года Муса перешёл в клуб «Инди Илевен» за нераскрытую сумму. За «Инди» он дебютировал 5 июля в матче против «Род-Айленда», отыграв первый тайм.

### Международная карьера
В составе молодёжной сборной Новой Зеландии Муса участвовал в молодёжных чемпионатах Океании и мира 2011 года. На обоих турнирах он являлся игроком стартовой линейки сборной, приняв участие во всех матчах «Джуниор Олл Уайтс».
Муса был числе 18 игроков олимпийской сборной Новой Зеландии, заявленных на футбольный турнир Олимпийских игр 2012 года в Лондоне. Он принял участие в одной игре «Олли Уайтс» на турнире, выйдя на замену в матче с Египтом 29 июля.
За основную национальную сборную Новой Зеландии Муса дебютировал 30 мая 2014 года в товарищеском матче со сборной ЮАР, выйдя со скамейки запасных. В следующий раз за «Олл Уайтс» он сыграл три с лишним года спустя, 1 сентября 2017 года в матче квалификации к чемпионату мира 2018 против Соломоновых Островов вышел на замену во втором тайме.

## Достижения
Командные
 «Тим Веллингтон»
- Чемпион Новой Зеландии: 2015/16
- Обладатель Суперкубка Новой Зеландии: 2014

 «Финикс Райзинг»
- Победитель регулярного чемпионата USL: 2018

 сборная Новой Зеландии до 20 лет
- Чемпион Океании среди молодёжных команд: 2011